# Untriunium
Untriunium ist das noch nicht nachgewiesene chemische Element mit der Ordnungszahl 131. Da von diesem Element keine natürlichen Isotope existieren, müsste es auf künstliche Weise durch Kernfusion erzeugt (synthetisiert) werden. Der Name ist vorläufig und leitet sich von der Ordnungszahl ab. Untriunium ist möglicherweise das elfte Element, das ein g-Orbital besitzt, wodurch die 5. Schale mit elf zusätzlichen Elektronen aufgefüllt würde und besitzt im Grundzustand wahrscheinlich die Elektronenkonfiguration [Og] 8s2 8p2 6f3 5g6.  Im erweiterten Periodensystem gehört es zu den Transactinoiden (im „normalen“ Periodensystem ist es nicht dargestellt).

## Chemische Eigenschaften
Für das Element 131 wird nicht erwartet, dass Atome lange genug existieren, um eine Elektronenkonfiguration um den Kern zu bilden oder dass sogar chemische Bindungen entstehen. Chemische Eigenschaften sind also nicht definierbar.